# Georg Gerster

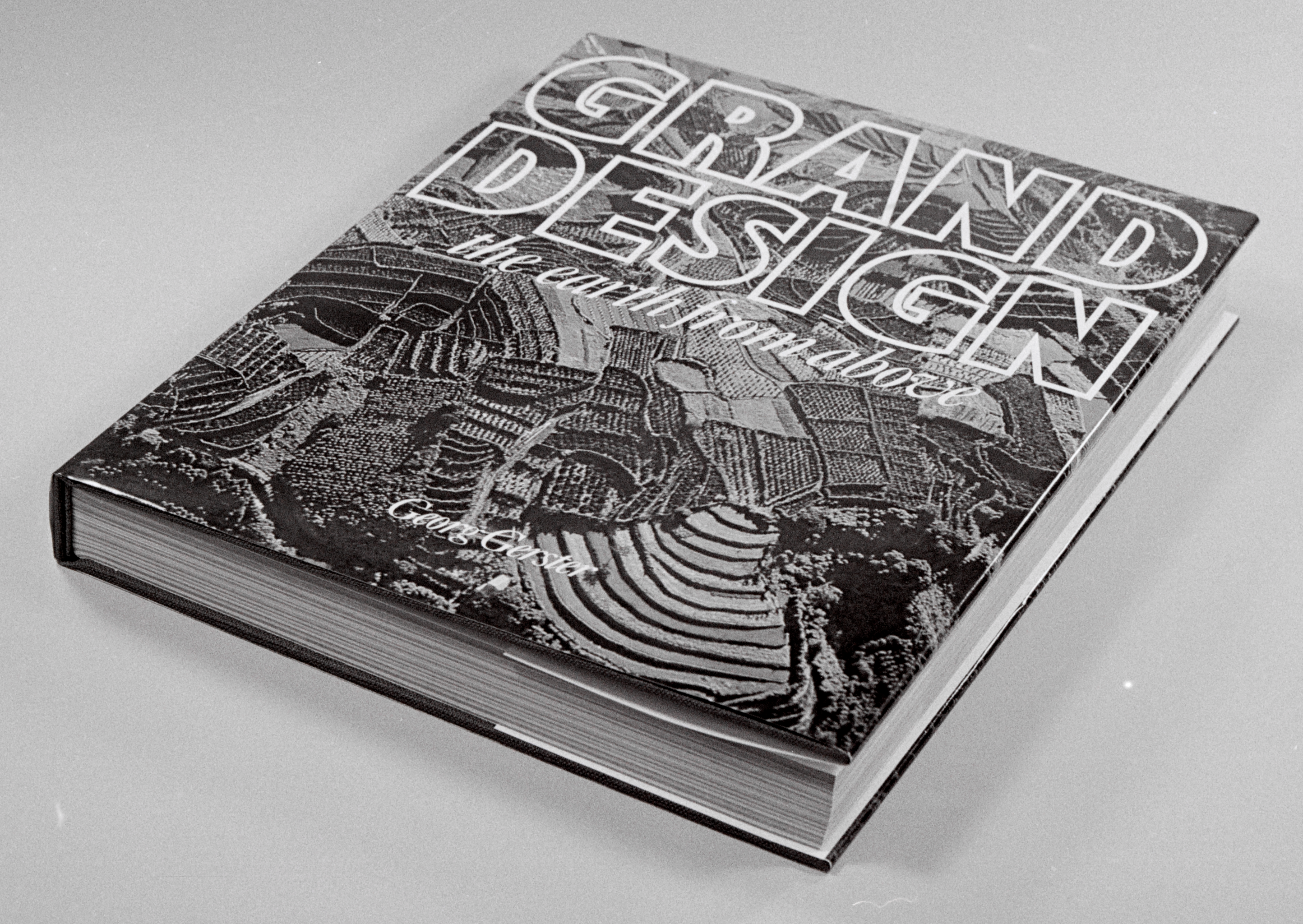
Bildband von Georg Gerster: «Grand Design, the earth from above»

Georg Gerster (* 30. April 1928 in Winterthur; † 8. Februar 2019 in Zumikon) war ein Schweizer Journalist, Fotograf und ein Pionier der Flugbildfotografie.

## Leben

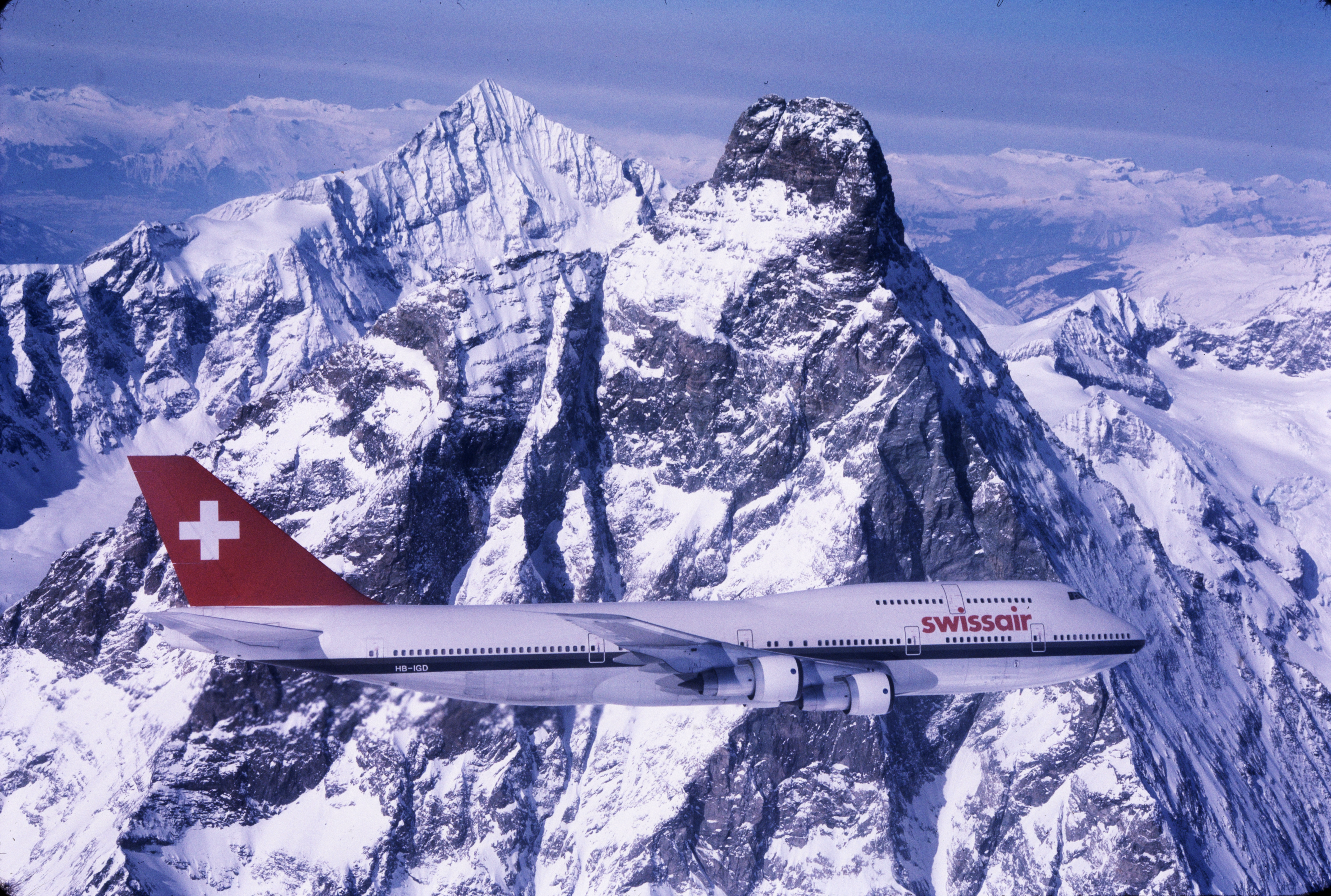
Georg Gerster: Boeing 747-357, HB-IGD «Basel» im Flug über Matterhorn und Dent Blanche

Georg Gerster studierte an der Universität Zürich, wo er 1954 in Germanistik promoviert wurde. Bis 1956 arbeitete er als wissenschaftlicher Redaktor für die Zürcher Weltwoche. Danach war er als freier Publizist mit den Schwerpunkten Wissenschaftsreportage und Flugfotografie tätig. In diesem fotografischen Fachgebiet leistete er in den 1950er und 1960er Jahren Pionierarbeit und hatte auch späterhin eine Spitzenstellung inne. Dies betrifft nicht nur die Technik und Qualität seiner Flugbilder, sondern vor allem auch die Universalität und Internationalität der Themen. Ein derartiges Werk der Luftbildfotografie ist allenfalls bei Yann Arthus-Bertrand zu finden.
Ab 1959 produzierte Gerster Bildreportagen und Bildbände. Seit den 1960ern dokumentierte er in mehr als 100 Ländern aller Kontinente archäologische Stätten jeglicher Art: von Stonehenge bis zur chinesischen Mauer, von den Tempeln von Abu Simbel, die dem Assuan-Staudamm weichen mussten, bis zu aztekischen Kultstätten und monumentalen Steinzeichnungen in der Wüste Kaliforniens. Aber auch Gebirge und Wüsten, Küsten und Seen, Agrar- und Industrielandschaften hat er in Flugbildern fotografisch festgehalten.
Gerster wurde 1976 mit dem Prix Nadar ausgezeichnet, 1977 erhielt er den Kulturpreis der Stadt Winterthur. Seine Fotos wurden in Einzel- und Gruppenausstellungen in Europa, Japan und den USA gezeigt und sind auch in Publikationen immer wieder präsent. Er starb im Februar 2019 im Alter von 90 Jahren in Zumikon.

## Werk
Gerster veröffentlichte Bilder und Texte regelmässig in international renommierten Zeitungen und Periodika wie der Neuen Zürcher Zeitung, dem National Geographic Magazine, dem Sunday Times Magazine und dem Magazin Geo. Von 1971 bis 1996 fertigte er Aufnahmen für die Fluggesellschaft Swissair, die in 44 von Emil Schulthess gestalteten Werbeplakaten sowie Wandkalendern Verwendung fanden. Damit prägte er den optischen Auftritt dieses Unternehmens.
Seine Fotografien gelten nicht nur als technische Meisterleistungen und präzise Dokumente, sondern bieten auch in ihrer Schönheit besondere Blicke auf die Welt. Oft gleichen seine Bilder durch die ungewohnte Sicht und die überraschenden, fremdartigen oder exotischen Sujets eher Bilderrätseln, die er durch seinen journalistisch geschulten Fachkommentar so zu erläutern vermag, dass der Betrachter sich unweigerlich für sein Anliegen interessieren muss: es geht ihm um die Bewahrung der Erde.
Gerster stellte dabei einerseits optisch die Schönheit der Landschaft heraus, die er gerne senkrecht von oben – oft auch aus geringer Höhe – fotografiert. Andererseits zeigte er in seinen Kommentaren immer auch die Zusammenhänge auf, wie die Natur trotz oder wegen ihrer Schönheit weltweit durch Zivilisation, Übernutzung, Erosion oder Technik und Technisierung gefährdet ist. Dass er nicht nur «schöne Bilder» machen wollte, zeigen seine Bildunterschriften und Buchtexte, die von einer eingehenden Auseinandersetzung mit der fotografierten Landschaft, ihren Bewohnern einschliesslich der Lebensbedingungen und ihrer Geschichte zeugen. Besonderes Anliegen ist Gerster von Anfang an die – wenigstens fotografische – Bewahrung historischer und archäologischer Stätten gewesen.

## Ausstellungen
- 2003 Flugaufnahmen von Georg Gerster. Ruhrlandmuseum Essen
- 2006 Georg Gerster. Swissair-Plakate. Neues Museum Nürnberg
- 2007 The Past from Above. The British Museum, London
- 2010  Ungarns Erbe in Flugbildern von Georg Gerster. Pécs
- 2013 Wovon wir leben. Flugbilder von Georg Gerster.[2] Fotostiftung Schweiz

## Publizierte Werke (Auswahl)
- Nubien – Goldland am Nil. Artemis, Zürich/Stuttgart 1964.
- mit Christiane Desroches-Noblecourt: Die Welt rettet Abu Simbel. Koska, Wien 1968.
- Kirchen im Fels. Entdeckungen in Äthiopien. Verlag Kohlhammer, Stuttgart 1968.
- Äthiopien. Das Dach Afrikas. Atlantis Verlag, Zürich/Freiburg i. Br. 1974.
- Der Mensch auf seiner Erde. Ein Flugbild. Freiburg, Zürich 1975, ISBN 3-7611-0468-5.
- Brot und Salz. Basel/Stuttgart 1980, ISBN 3-7643-1692-6.
- Scherben machen Geschichte. In: Geo-Magazin. Hamburg 1980, 8, S. 40–56. Informativer Erlebnisbericht über die Ausgrabungen von Ebla in Syrien, ISSN 0342-8311.
- Brot und Salz: Spuren in der Erde. In: Geo-Magazin. Hamburg 1980, 9, S. 8–33. In 2000 Flugstunden dokumentierte Gerster Formen des Ackerbaus und der Salzgewinnung, ISSN 0342-8311.
- Flugbilder. Basel/Stuttgart 1985, ISBN 3-7643-1697-7.
- Flug in die Vergangenheit – Archäologische Stätten der Menschheit in Flugbildern. München 2003, ISBN 3-8296-0094-1.
- mit Ralf-Bernhard Wartke: Flugbilder aus Syrien. Von der Antike bis zur Moderne. Verlag Philipp von Zabern, Mainz 2003.
- Weltbilder. Schirmer/Mosel, München 2004, ISBN 3-8296-0154-9 (70 Flugbilder aus den sechs Erdteilen – eine Quintessenz des Lebenswerkes).
- Aerographik. Poster-Kalender (jährlich), für 2005: ISBN 3-8318-1239-X, für 2006: ISBN 3-8318-2154-2.
- Charlotte Trümpler (Hrsg.): Flug in die Vergangenheit. Archäologische Stätten der Menschheit in Flugbildern. Verlag Schirmer/Mosel, München 2005. 4. Auflage, ISBN 3-8296-0190-5.
- Johannes Nollé, Hertha Schwarz: Mit den Augen der Götter. Flugbilder des antiken und byzantinischen Griechenlandes. Mit Flugbildern von Georg Gerster. Philipp von Zabern, Mainz 2006, ISBN 978-3-8053-3379-5.